# Wiatr ze wschodu (film 1993)
Wiatr ze wschodu (fr. Vent d’est) – francusko-szwajcarski film fabularny opowiadający o wejściu w 1945 roku części oddziałów kolaborującej z Rzeszą 1 Rosyjskiej Armii Narodowej w granice Liechtensteinu. Jego reżyserem był Robert Enrico.

## Fabuła
Generał Boris Smysłowski, dowódca walczącej u boku Wehrmachtu kolaboracyjnej 1 Rosyjskiej Armii Narodowej, chce ratować ocalałych z ciężkich walk na froncie podkomendnych przed zemstą ze strony władz radzieckich i 2 maja 1945 przekracza granicę neutralnego Liechtensteinu, prosząc władze o azyl polityczny dla około 500 żołnierzy i cywilów. Rozbrojeni Rosjanie zostają przydzieleni do pomocy w miejscowych gospodarstwach. Po zakończeniu wojny alianci, szczególnie Związek Radziecki, wywierają nacisk na władze małego księstwa na wydanie uciekinierów Sowietom. Premier Liechtensteinu, Josef Hoop, chce obronić „jeńców wojennych” przed losem, który spotkał gen. Własowa i żołnierzy ROA, oraz jednocześnie utrzymać neutralność liczącego 12 tysięcy obywateli kraju.

## Obsada[1][4]
- Pierre Vaneck – Josef Hoop, premier Liechtensteinu
- Malcolm McDowell – gen. mjr Boris Smysłowski, dowódca 1 Rosyjskiej Armii Narodowej
- Jean-François Balmer – ks. Anton Siegler, przewodniczący parlamentu Liechtensteinu
- Serge Renko – Grigorij Pietrow, żołnierz 1 Rosyjskiej Armii Narodowej
- Jan Jankowski – szer. Jurij Nikolskoj, żołnierz 1 Rosyjskiej Armii Narodowej
- Ludmila Mikaël – kpt. Barinkowa, oficer NKWD
- Wojciech Pszoniak – płk Lew Czeko, przewodniczący radzieckiej komisji repatriacyjnej
- Andrzej Zieliński – por. Michaił Zołczin, adiutant gen. Smysłowskiego
- Jacek Lenartowicz – kpt. Walerian Klimienko, zastępca płka Czeko
- Catherine Bidaut – Natalia Pietrowa
- Sarah Vanikoff – Fireda Brandt
- Patrice Alexsandre – Franciszek Józef II, książę Liechtensteinu
- Jean de Coninck – gospodarz Brandt
- Geneviève Mnich – gospodyni Brandtowa
- Catherine Frot – Martha Hubner
- Kazimierz Mazur – właściciel hotelu
- Jowita Budnik – Liza
- Caroline Sihol – Irena Smysłowska, żona generała
- Annick Blancheteau – żona Hoppa
- Witold Dębicki – Klaus, liechtensteiński parlamentarzysta
- Stanisław Biczysko – Allen Dulles, szef amerykańskiego wywiadu na Europę
- Lech Dyblik – Aleksandr Wiktorowicz Krassow, żołnierz 1 Rosyjskiej Armii Narodowej

## Miejsca realizacji
Film został nakręcony w Polsce (zagrało w nim także kilku polskich aktorów). Vaduz, stolicę księstwa, odegrał Kraków; sceny dziejące się na prowincji Liechtensteinu zrealizowano na Podhalu i w Pieninach (w jednej ze scen widać Giewont i Trzy Korony).